# 双台子区
双台子区（そうだいし-く）は中華人民共和国遼寧省盤錦市に位置する市轄区。

## 行政区画
6街道弁事処、2鎮を管轄する。
- 街道弁事所：勝利街道、建設街道、紅旗街道、遼河街道、鉄東街道、双盛街道
- 鎮：陸家鎮、統一鎮

## 交通

### 鉄道
- 盤錦駅 - 盤営旅客専用線、溝海線の乗換駅

### 道路
- 国道
  -  G305国道（中国語版）